# Thrash The Trash
Thrash The Trash se jmenuje první řadové album kapely Arakain. Bylo nahráno roku 1989 ve studiu Propast a obsahuje 9 skladeb. Skladba Amadeus byla natočena už na jaře roku 1988, taktéž ve studiu Propast, a vyšla již jako singl Proč?/Amadeus právě v roce 1989. Album Thrash The Trash vyšlo v době vzniku na LP a MC, později bylo nahráno také na CD, ale v angličtině a pod názvem Thrash!, a ještě později spolu s albem Schizofrenie a několika bonusy také v reedici na 2CD Thrash The Trash & Schizofrenie.
Album se stalo nejen nejprodávanějším albem Arakainu, ale i nejprodávanějším českým thrashmetalovým albem všech dob, a ve své době se stalo skutečným kultem. Tím je pro mnohé fanoušky dodnes, ovlivnilo velké množství dalších interpretů. Za 124 000 prodaných kusů také získalo zlatou desku.
V prosinci 2021 vyšlo album v remasterované reedici na LP.

## Seznam skladeb
1. Thrash The Trash - 4:53
2. Šakal - 4:14
3. Šeherezád - 6:50
4. Ne! (Jdi a zabíjej) - 4:34
5. Pán bouře - 4:16
6. Štvanice - 4:50
7. 311. peruť - 4:48
8. Noc (instrumental) - 0:58
9. Amadeus - 4:22

## Album bylo nahráno ve složení
- Aleš Brichta - zpěv
- Jiří Urban - kytary, sbory
- Daniel Krob - kytary, sbory (kromě Amadea)
- Miroslav Mach - kytary (Amadeus)
- Zdeněk Kub - baskytara
- Robert Vondrovic - bicí